# Alejandra Valencia
Alejandra Valencia, född 17 oktober 1994, är en mexikansk bågskytt. Hon deltog vid olympiska sommarspelen 2012, olympiska sommarspelen 2016 och 2020.